# 白背矶鸫

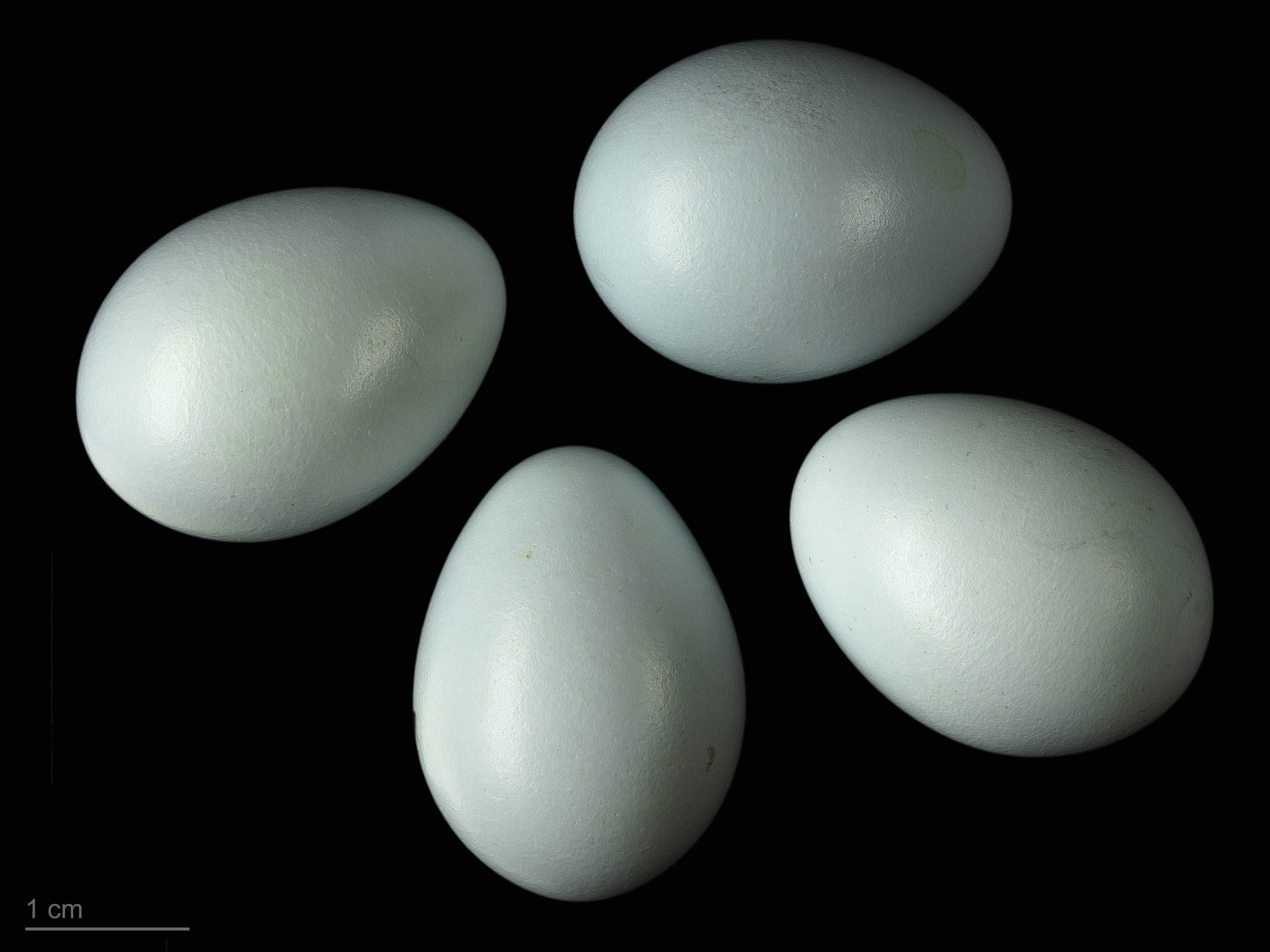
卵 Monticola saxatilis

白背矶鸫（学名：Monticola saxatilis）为鶲科矶鸫属的鸟类。分布于欧洲、非洲、亚洲、西伯利亚、蒙古、印度、巴基斯坦、阿拉伯，包括中国大陆的新疆、青海、甘肃、宁夏、内蒙古、河北、江苏等地，多见于海拔较高的地区以及活动于高山坡地草甸岩石间灌丛中。该物种的模式产地在瑞典。

## 文化
音樂家奧立佛·梅湘創作的鋼琴獨奏曲集《鳥類圖誌》中的第10曲以白背磯鶇為題。